# Kanaf
Kanaf (hebrejsky כָּנָף, doslova „Křídlo“, podle zdejší vysídlené syrské vesnice Kanaf, která uchovávala název židovského sídla z dob Talmudu, v oficiálním přepisu do angličtiny Kanaf) je izraelská osada a vesnice typu mošav na Golanských výšinách v Oblastní radě Golan.

## Geografie
Nachází se v nadmořské výšce 310 metrů, cca 17 kilometrů severovýchodně od města Tiberias, cca 67 kilometrů východně od Haify a cca 124 kilometrů severovýchodně od centra Tel Avivu.
Kanaf leží na náhorní plošině v jižní části Golanských výšin, v místech, kde se terén začíná prudce svažovat směrem ke Galilejskému jezeru. Na dopravní síť Golanských výšin je obec napojena pomocí lokální silnice číslo 869, kde vede ke Galilejskému jezeru.

## Dějiny
Kanaf leží na Golanských výšinách, které byly dobyty izraelskou armádou v roce 1967 a jsou od té doby cíleně osidlovány Izraelci. Tato obec byla založena počátkem roku 1985, kdy se v nedaleké vesnici Eli-Ad usadila skupina lidí, kteří hodlali vytvořit nové osadnické jádro. V dubnu 1985 jejich řady rozšířilo dalších 25 aktivistů. Po několik let pak ale tito lidé žili v provizorních podmínkách v osadě Eli-Ad. Faktickým datem vzniku osady Kanaf v nynější lokalitě je tak až květen 1991, kdy se sem nastěhovali první obyvatelé. Takto uvádí rok založení i oficiální statistika.
Ekonomika mošavu je založena na zemědělství a turistice. Obec se podílí na provozu pláží na východním pobřeží Galilejského jezera. Fungují tu zařízení předškolní péče o děti. Základní školství je v nedaleké střediskové obci Bnej Jehuda a vyšší vzdělání ve městě Kacrin. V Kanaf je k dispozici obchod se smíšeným zbožím.

## Demografie
Kanaf je osadou se sekulárními obyvateli. Jde o menší sídlo vesnického typu s dlouhodobě rostoucí populací. K 31. prosinci 2014 zde žilo 394 lidí. Během roku 2014 stoupla populace o 1,8 %. Výhledově se má osada rozšířit z nynějších cca 65 (k roku 2008) na 95 rodin.
| Rok            | 1995 | 1999 | 2000 | 2001 | 2003 | 2004 | 2005 | 2006 | 2007 | 2008 | 2009 | 2010 | 2011 | 2012 | 2013 | 2014 |
| -------------- | ---- | ---- | ---- | ---- | ---- | ---- | ---- | ---- | ---- | ---- | ---- | ---- | ---- | ---- | ---- | ---- |
| Počet obyvatel | 128  | 201  | 219  | 246  | 277  | 285  | 302  | 319  | 333  | 345  | 332  | 352  | 371  | 380  | 387  | 394  |